# St. Marys Point
St. Marys Point è un comune degli Stati Uniti d'America, situato nello Stato del Minnesota, nella contea di Washington.